# Gais 1924/1925
Fotbollsklubben Gais spelade säsongen 1924/1925 i den nystartade allsvenska serien, som man vann före två andra Göteborgslag. Man deltog, i likhet med samtliga andra lag i allsvenskan, inte i Svenska mästerskapet 1925.
Gais främste allsvenske målskytt under säsongen blev Albert "Abben" Olsson med 18 mål.

## Inför säsongen

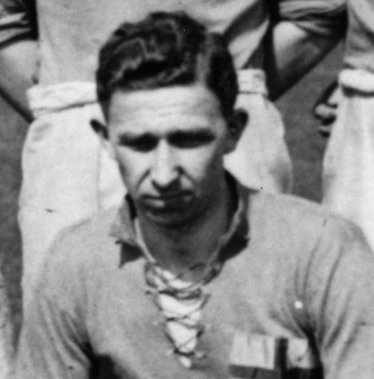
Fritjof Hillén med svenska landslaget.

Gais hade sedan förra säsongen tappat flera av sina ordinarie spelare. Målvakten Einar Johansson hade slutat, liksom Joel Björkman och Gustaf Johansson, medan backen Douglas Krook sensationellt hade värvats av lokalrivalen Örgryte IS. Klubben hade emellertid också värvat aktivt: Från IFK Vänersborg hämtades backen Konrad Hirsch, som närmast omgående kom att gå in i landslaget, och från Lundby IF kom backen Herbert Lundgren och högerhalven Gustaf Gustafsson. Målvakten Sigurd Mattiasson hade kommit från Majornas IK, och anfallaren Albert Liljedahl hade anslutit från IK Virgo. På tillväxt bakom A-laget fanns bland andra halvbackarna Nils Andreasson och Albert Lindgren.
Fyra gaisare hade under sommaren deltagit i OS-turneringen i Paris, där Sverige hade tagit bronset. Fritjof Hillén spelade i fyra av fem matcher i turneringen, medan Gunnar Holmberg, Thorsten Svensson och Konrad Hirsch spelade i en match var. Under året 1924 kom sammanlagt hela åtta Gaisspelare att medverka i landslaget; utöver OS-deltagarna även Rune Wenzel, Erik Johansson, Bror Carlsson och Gunnar Paulsson.

## Allsvenskan

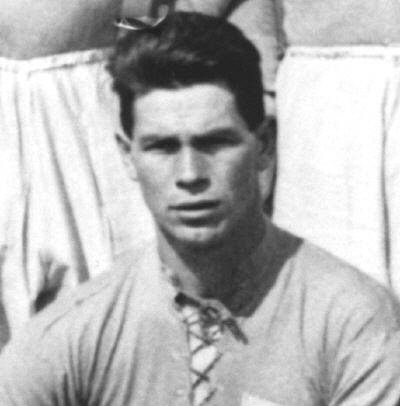
Konrad Hirsch med svenska landslaget.

Gais inledde Allsvenskan med en bortaseger mot Hälsingborgs IF, och Albert "Abben" Olsson blev klubbens historiska första målskytt då han nickade in 0–1 efter 28 minuter. Gais stormade inledningsvis fram i serien, och det enda poängtappet under de sju första matcherna kom genom oavgjort 1–1 mot toppkonkurrenten Örgryte IS i omgång 4. Under hösten kallades flera spelare in i det militära för exercis, och de gamla trotjänarna Fridolf Jonsson och Nils Karlsson, som egentligen hade lagt av, kom därför att göra varsitt allsvenskt framträdande, liksom reserven Albert Lindgren. Ett på detta sätt försvagat Gais nådde bara oavgjort mot Västerås IK och Landskrona Bois, men sedan man återigen kunde mönstra ordinarie lag avslutade man hösten med starka 5–1 mot Hammarby IF, 6–0 mot Landskrona Bois, 3–0 mot IFK Malmö och 2–1 mot AIK. Efter en höst med tio segrar och tre oavgjorda gick Gais således till vintervila som serieledare.
Under uppehållet drabbades klubben av tragedi: Den 17 november 1924 avled landslagsbacken Konrad Hirsch i hjärnhinneinflammation, bara 24 år gammal. Han hade spåtts en lysande framtid och vunnit OS-brons mindre än ett halvår tidigare, men nu var han borta, tagen av en sjukdom för vilken ingen bot fanns. Utöver denna tragiska förlust tvingades även Albert Liljedahl, som hade varit en av lagets bästa målskyttar under hösten, sluta på grund av knäproblem, och även målvakten Sigurd Mattiasson försvann ur A-laget.

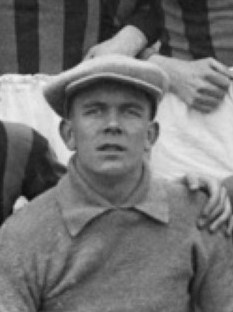
Manfred Johnsson.

Till våren blev Manfred Johnsson från Lundby IF ny förstemålvakt, och på vänsterbacken hade Gais värvat in Gunnar Zacharoff från Jonsereds IF; den sistnämnde tilläts på grund av tidens övergångsregler emellertid inte representera Gais förrän senare under året. I anfallskedjan ersatte B-lagets Arvid Björk den skadade Liljedahl. Trots dessa avbräck och ommöbleringar fortsatte Gais sitt segertåg när serien började om. Manfred Johnsson visade sig vara en riktig fantom i målet och höll nollan i sju matcher i rad innan IFK Göteborgs Ernst Östlund överlistade honom i den fjärde minuten av den näst sista seriematchen. Totalt 634 minuter i sträck utan insläppt mål var ett rekord som stod sig långt in på 1970-talet. IFK vann till slut matchen med 4–3 och gav Gais säsongens enda förlust. Det spelade dock mindre roll för tabellen; Gais hade  dessförinnan krossat allt motstånd, och guldet var i princip klart redan före matchen. I säsongens sista seriematch städade så Gais av IFK Malmö med 6–0 efter hela fyra mål av "Abben" Olsson, varav ett äkta hattrick i första halvlek. Segermarginalen till tvåan IFK Göteborg blev till slut ändå bara två poäng, medan trean Örgryte slutade tre poäng bakom. De fyra insläppta målen mot IFK blev de enda laget överhuvudtaget släppte in under våren.

## Källor

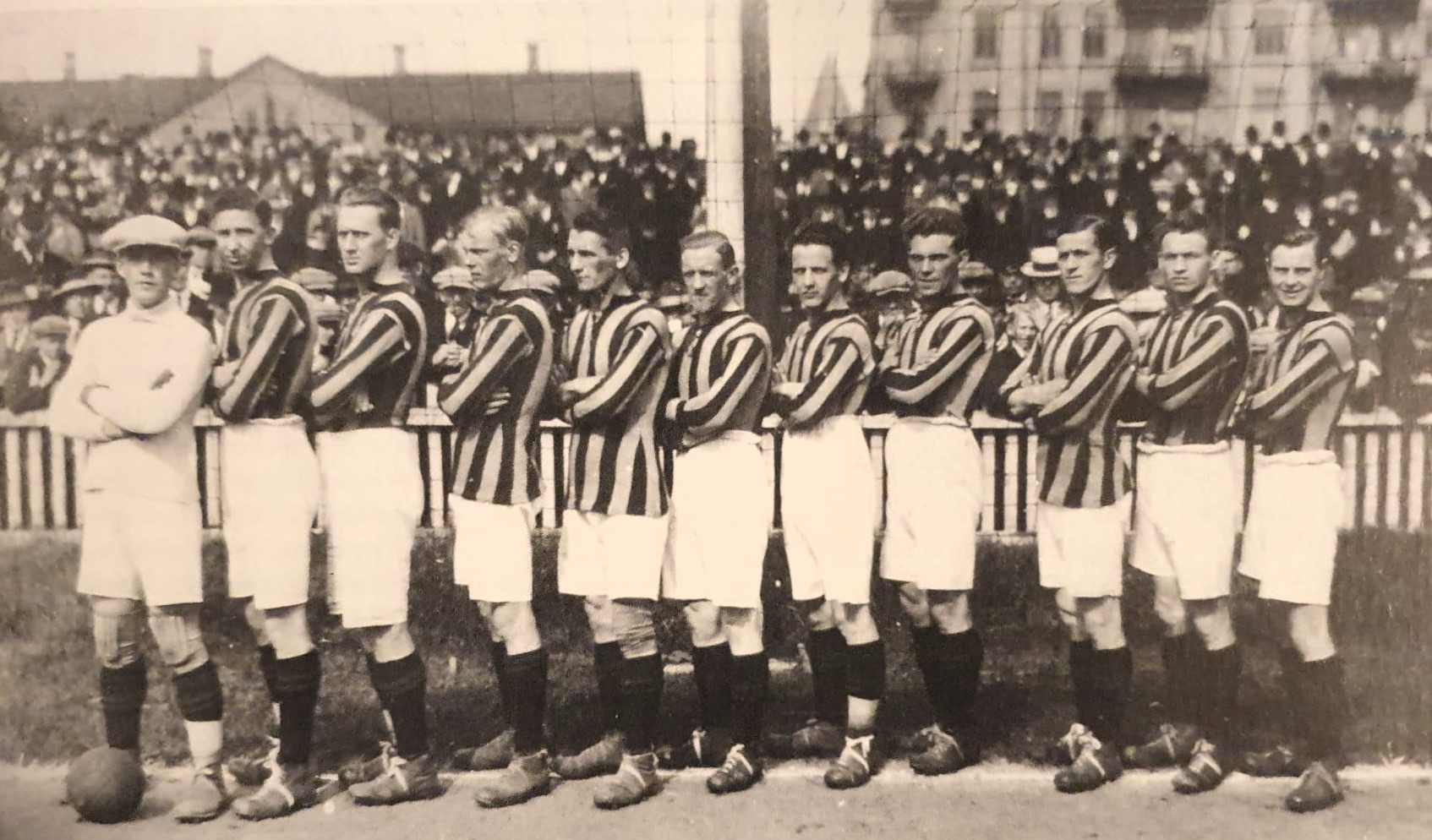
Guldlaget 1925. Från vänster: Manfred Johnsson (ej medalj), Fritjof Hillén, Erik "Snejsarn" Johansson, Arvid Björk (ej medalj), Albert "Abben" Olsson, Gunnar "Bajadären" Holmberg, Gustaf Gustafsson, Rune Wenzel, Bror Carlsson, Herbert Lundgren och Thorsten Svensson.

### Tabell
| Nr | Lag             | S  | V  | O | F  | GM | IM | MS  | P  |
| -- | --------------- | -- | -- | - | -- | -- | -- | --- | -- |
| 1  | Gais            | 22 | 17 | 4 | 1  | 63 | 16 | +47 | 38 |
| 2  | IFK Göteborg    | 22 | 16 | 4 | 2  | 87 | 30 | +57 | 36 |
| 3  | Örgryte IS      | 22 | 15 | 5 | 2  | 67 | 17 | +50 | 35 |
| 4  | Hälsingborgs IF | 22 | 12 | 4 | 6  | 50 | 29 | +21 | 28 |
| 5  | AIK             | 22 | 12 | 0 | 10 | 57 | 38 | +19 | 24 |
| 6  | Landskrona BoIS | 22 | 7  | 6 | 9  | 30 | 52 | −22 | 20 |
| 7  | IK Sleipner     | 22 | 7  | 4 | 11 | 37 | 49 | −12 | 18 |
| 8  | IFK Norrköping  | 22 | 8  | 1 | 13 | 27 | 49 | −22 | 17 |
| 9  | IFK Eskilstuna  | 22 | 6  | 4 | 12 | 41 | 58 | −17 | 16 |
| 10 | IFK Malmö       | 22 | 5  | 5 | 12 | 39 | 55 | −16 | 15 |
| 11 | Västerås IK     | 22 | 2  | 5 | 15 | 21 | 66 | −45 | 9  |
| 12 | Hammarby IF     | 22 | 2  | 4 | 16 | 23 | 83 | −60 | 8  |

### Seriematcher
| 1 | 3 augusti 1924 | Hälsingborgs IF            | 1 – 2        | Gais                                    | Olympia                                              |                                                      |
|   |                | Axel Alfredsson 81′ (str.) | (0 – 2) SvFF | 28′ Albert Olsson 38′ Thorsten Svensson | Helsingborg Publik: 3 000 Domare: Carl Christiansson | Helsingborg Publik: 3 000 Domare: Carl Christiansson |
|   |                |                            |              |                                         | Helsingborg Publik: 3 000 Domare: Carl Christiansson | Helsingborg Publik: 3 000 Domare: Carl Christiansson |
|   |                |                            |              |                                         | Helsingborg Publik: 3 000 Domare: Carl Christiansson | Helsingborg Publik: 3 000 Domare: Carl Christiansson |

| 2 | 8 augusti 1924 | IFK Göteborg       | 1 – 3              | Gais     | Ullevi                                      |                                             |
|   |                | Filip Johansson ?′ | (0 – 0) SvFF ifkdb | ?′ ?′ ?′ | Göteborg Publik: 3 600 Domare: Simon Benzer | Göteborg Publik: 3 600 Domare: Simon Benzer |
|   |                |                    |                    |          | Göteborg Publik: 3 600 Domare: Simon Benzer | Göteborg Publik: 3 600 Domare: Simon Benzer |
|   |                |                    |                    |          | Göteborg Publik: 3 600 Domare: Simon Benzer | Göteborg Publik: 3 600 Domare: Simon Benzer |

| 3 | 10 augusti 1924 | Gais                                      | 3 – 2   | IFK Norrköping         | Ullevi                                        |                                               |
|   |                 | Bror Carlsson 43′ Albert Liljedahl ?′, ?′ | SvFF DN | 10′, ?′ Sölve Flisberg | Göteborg Publik: 3 000 Domare: Erik W. Olsson | Göteborg Publik: 3 000 Domare: Erik W. Olsson |
|   |                 |                                           |         |                        | Göteborg Publik: 3 000 Domare: Erik W. Olsson | Göteborg Publik: 3 000 Domare: Erik W. Olsson |
|   |                 |                                           |         |                        | Göteborg Publik: 3 000 Domare: Erik W. Olsson | Göteborg Publik: 3 000 Domare: Erik W. Olsson |

| 4 | 15 augusti 1924 | Gais                | 1 – 1               | Örgryte IS        | Ullevi                                        |                                               |
|   |                 | Albert Liljedahl ?′ | (0 – 0) SvFF DN SvD | 58′ Allan Billing | Göteborg Publik: 5 500 Domare: Erik W. Olsson | Göteborg Publik: 5 500 Domare: Erik W. Olsson |
|   |                 |                     |                     |                   | Göteborg Publik: 5 500 Domare: Erik W. Olsson | Göteborg Publik: 5 500 Domare: Erik W. Olsson |
|   |                 |                     |                     |                   | Göteborg Publik: 5 500 Domare: Erik W. Olsson | Göteborg Publik: 5 500 Domare: Erik W. Olsson |

| 5 | 24 augusti 1924 | IK Sleipner       | 1 – 2           | Gais                                  | Idrottsparken                                  |                                                |
|   |                 | Helmer Edlund 68′ | (0 – 1) SvFF DN | 18′ Thorsten Svensson 64′ Rune Wenzel | Norrköping Publik: 2 100 Domare: Ernfrid Byman | Norrköping Publik: 2 100 Domare: Ernfrid Byman |
|   |                 |                   |                 |                                       | Norrköping Publik: 2 100 Domare: Ernfrid Byman | Norrköping Publik: 2 100 Domare: Ernfrid Byman |
|   |                 |                   |                 |                                       | Norrköping Publik: 2 100 Domare: Ernfrid Byman | Norrköping Publik: 2 100 Domare: Ernfrid Byman |

| 6 | 7 september 1924 | Gais                                                      | 3 – 2               | Hälsingborgs IF                  | Ullevi                                        |                                               |
|   |                  | Thorsten Svensson ?′ Bror Carlsson ?′ Albert Liljedahl ?′ | (0 – 2) SvFF DN SvD | ?′ Emil Gudmundsson ?′ Otto Malm | Göteborg Publik: 6 000 Domare: Erik W. Olsson | Göteborg Publik: 6 000 Domare: Erik W. Olsson |
|   |                  |                                                           |                     |                                  | Göteborg Publik: 6 000 Domare: Erik W. Olsson | Göteborg Publik: 6 000 Domare: Erik W. Olsson |
|   |                  |                                                           |                     |                                  | Göteborg Publik: 6 000 Domare: Erik W. Olsson | Göteborg Publik: 6 000 Domare: Erik W. Olsson |

| 7 | 14 september 1924 | IFK Eskilstuna     | 1 – 2               | Gais                   | Tunavallen                                    |                                               |
|   |                   | Bertil Karlsson ?′ | (0 – 1) SvFF DN SvD | ?′ Albert Liljedahl ?′ | Eskilstuna Publik: 2 000 Domare: Bertil Norén | Eskilstuna Publik: 2 000 Domare: Bertil Norén |
|   |                   |                    |                     |                        | Eskilstuna Publik: 2 000 Domare: Bertil Norén | Eskilstuna Publik: 2 000 Domare: Bertil Norén |
|   |                   |                    |                     |                        | Eskilstuna Publik: 2 000 Domare: Bertil Norén | Eskilstuna Publik: 2 000 Domare: Bertil Norén |

| 8    | 21 september 1924 | Västerås IK   | 1 – 1              | Gais                  | Arosvallen                                   |                                              |
| regn | regn              | Bergquist 30′ | (1 – 0) SvFFDN SvD | 65′ Thorsten Svensson | Västerås Publik: 800 Domare: Thure Håkansson | Västerås Publik: 800 Domare: Thure Håkansson |
| regn | regn              |               |                    |                       | Västerås Publik: 800 Domare: Thure Håkansson | Västerås Publik: 800 Domare: Thure Håkansson |
| regn | regn              |               |                    |                       | Västerås Publik: 800 Domare: Thure Håkansson | Västerås Publik: 800 Domare: Thure Håkansson |

| 9 | 5 oktober 1924 | Landskrona Bois | 0 – 0            | Gais | Landskrona IP                                     |                                                   |
|   |                |                 | (0 – 0) SvFF SvD |      | Landskrona Publik: 1 500 Domare: Gustaf Johansson | Landskrona Publik: 1 500 Domare: Gustaf Johansson |
|   |                |                 |                  |      | Landskrona Publik: 1 500 Domare: Gustaf Johansson | Landskrona Publik: 1 500 Domare: Gustaf Johansson |
|   |                |                 |                  |      | Landskrona Publik: 1 500 Domare: Gustaf Johansson | Landskrona Publik: 1 500 Domare: Gustaf Johansson |

| 10 | 12 oktober 1924 | Gais                                                                         | 5 – 1                   | Hammarby IF           | Ullevi                                     |                                            |
|    |                 | Bror Carlsson 40′ Albert Olsson 49′, 81′ Rune Wenzel 71′ Gunnar Holmberg 85′ | (1 – 0) SvFF DN SvD HIF | 67′ Gustaf Pettersson | Göteborg Publik: 6 000 Domare: Erik Olsson | Göteborg Publik: 6 000 Domare: Erik Olsson |
|    |                 |                                                                              |                         |                       | Göteborg Publik: 6 000 Domare: Erik Olsson | Göteborg Publik: 6 000 Domare: Erik Olsson |
|    |                 |                                                                              |                         |                       | Göteborg Publik: 6 000 Domare: Erik Olsson | Göteborg Publik: 6 000 Domare: Erik Olsson |

| 11 | 19 oktober 1924 | Gais                                                                         | 6 – 0               | Landskrona Bois | Ullevi                                         |                                                |
|    |                 | Albert Olsson ?′, ?′, ?′ Rune Wenzel ?′ Fritjof Hillén ?′ Gunnar Paulsson ?′ | (2 – 0) SvFF DN SvD |                 | Göteborg Publik: 7 000 Domare: David Andersson | Göteborg Publik: 7 000 Domare: David Andersson |
|    |                 |                                                                              |                     |                 | Göteborg Publik: 7 000 Domare: David Andersson | Göteborg Publik: 7 000 Domare: David Andersson |
|    |                 |                                                                              |                     |                 | Göteborg Publik: 7 000 Domare: David Andersson | Göteborg Publik: 7 000 Domare: David Andersson |

| 12 | 26 oktober 1924 | IFK Malmö | 0 – 3               | Gais     | Malmö IP                                     |                                              |
|    |                 |           | (0 – 1) SvFF DN SvD | ?′ ?′ ?′ | Malmö Publik: 2 500 Domare: Gustaf Johansson | Malmö Publik: 2 500 Domare: Gustaf Johansson |
|    |                 |           |                     |          | Malmö Publik: 2 500 Domare: Gustaf Johansson | Malmö Publik: 2 500 Domare: Gustaf Johansson |
|    |                 |           |                     |          | Malmö Publik: 2 500 Domare: Gustaf Johansson | Malmö Publik: 2 500 Domare: Gustaf Johansson |

| 13 | 2 november 1924 | Gais                   | 2 – 1               | AIK                 | Ullevi                                         |                                                |
|    |                 | Albert Olsson 51′, 69′ | (0 – 0) SvFF DN AIK | 64′ Herbert Ohlsson | Göteborg Publik: 5 000 Domare: David Andersson | Göteborg Publik: 5 000 Domare: David Andersson |
|    |                 |                        |                     |                     | Göteborg Publik: 5 000 Domare: David Andersson | Göteborg Publik: 5 000 Domare: David Andersson |
|    |                 |                        |                     |                     | Göteborg Publik: 5 000 Domare: David Andersson | Göteborg Publik: 5 000 Domare: David Andersson |

| 14 | 10 april 1925 | Gais                                    | 4 – 0           | Västerås IK | Ullevi                                      |                                             |
|    |               | Arvid Björk ?′, ?′, ?′ Bror Carlsson ?′ | (3 – 0) SvFF DN |             | Göteborg Publik: 3 600 Domare: Arvid Olsson | Göteborg Publik: 3 600 Domare: Arvid Olsson |
|    |               |                                         |                 |             | Göteborg Publik: 3 600 Domare: Arvid Olsson | Göteborg Publik: 3 600 Domare: Arvid Olsson |
|    |               |                                         |                 |             | Göteborg Publik: 3 600 Domare: Arvid Olsson | Göteborg Publik: 3 600 Domare: Arvid Olsson |

| 15 | 13 april 1925 | Gais                                                   | 4 – 0           | IFK Eskilstuna | Ullevi                                     |                                            |
|    |               | Gunnar Paulsson ?′, ?′ Bror Carlsson ?′ Arvid Björk ?′ | (2 – 0) SvFF DN |                | Göteborg Publik: 3 722 Domare: Carl Olsson | Göteborg Publik: 3 722 Domare: Carl Olsson |
|    |               |                                                        |                 |                | Göteborg Publik: 3 722 Domare: Carl Olsson | Göteborg Publik: 3 722 Domare: Carl Olsson |
|    |               |                                                        |                 |                | Göteborg Publik: 3 722 Domare: Carl Olsson | Göteborg Publik: 3 722 Domare: Carl Olsson |

| 16 | 19 april 1925 | IFK Norrköping | 0 – 2               | Gais                                | Idrottsparken                                    |                                                  |
|    |               |                | (0 – 1) SvFF DN SvD | 40′ Rune Wenzel 76′ Gunnar Paulsson | Norrköping Publik: 1 300 Domare: Karl Henriksson | Norrköping Publik: 1 300 Domare: Karl Henriksson |
|    |               |                |                     |                                     | Norrköping Publik: 1 300 Domare: Karl Henriksson | Norrköping Publik: 1 300 Domare: Karl Henriksson |
|    |               |                |                     |                                     | Norrköping Publik: 1 300 Domare: Karl Henriksson | Norrköping Publik: 1 300 Domare: Karl Henriksson |

| 17 | 26 april 1925 | Gais                                                    | 4 – 0               | IK Sleipner | Ullevi                                     |                                            |
|    |               | Gunnar Paulsson 25′, ?′ Arvid Björk ?′ Albert Olsson ?′ | (1 – 0) SvFF DN SvD |             | Göteborg Publik: 5 212 Domare: Carl Olsson | Göteborg Publik: 5 212 Domare: Carl Olsson |
|    |               |                                                         |                     |             | Göteborg Publik: 5 212 Domare: Carl Olsson | Göteborg Publik: 5 212 Domare: Carl Olsson |
|    |               |                                                         |                     |             | Göteborg Publik: 5 212 Domare: Carl Olsson | Göteborg Publik: 5 212 Domare: Carl Olsson |

| 18    | 3 maj 1925 | Hammarby IF | 0 – 5                   | Gais                                                            | Stockholms stadion                             |                                                |
| 13.30 | 13.30      |             | (0 – 2) SvFF DN SvD HIF | 15′, 49′, 67′ Bror Carlsson 31′ Gunnar Paulsson 84′ Rune Wenzel | Stockholm Publik: 7 000 Domare: David Karlsson | Stockholm Publik: 7 000 Domare: David Karlsson |
| 13.30 | 13.30      |             |                         |                                                                 | Stockholm Publik: 7 000 Domare: David Karlsson | Stockholm Publik: 7 000 Domare: David Karlsson |
| 13.30 | 13.30      |             |                         |                                                                 | Stockholm Publik: 7 000 Domare: David Karlsson | Stockholm Publik: 7 000 Domare: David Karlsson |

| 19    | 10 maj 1925 | AIK | 0 – 2                   | Gais                                    | Stockholms stadion                             |                                                |
| 13.30 | 13.30       |     | (0 – 1) SvFF DN SvD AIK | 39′ Albert Olsson 69′ Thorsten Svensson | Stockholm Publik: 12 000 Domare: Ernfrid Byman | Stockholm Publik: 12 000 Domare: Ernfrid Byman |
| 13.30 | 13.30       |     |                         |                                         | Stockholm Publik: 12 000 Domare: Ernfrid Byman | Stockholm Publik: 12 000 Domare: Ernfrid Byman |
| 13.30 | 13.30       |     |                         |                                         | Stockholm Publik: 12 000 Domare: Ernfrid Byman | Stockholm Publik: 12 000 Domare: Ernfrid Byman |

| 20 | 15 maj 1925 | Örgryte IS | 0 – 0               | Gais | Ullevi                                         |                                                |
|    |             |            | (0 – 0) SvFF DN SvD |      | Göteborg Publik: 10 100 Domare: Anton Lindberg | Göteborg Publik: 10 100 Domare: Anton Lindberg |
|    |             |            |                     |      | Göteborg Publik: 10 100 Domare: Anton Lindberg | Göteborg Publik: 10 100 Domare: Anton Lindberg |
|    |             |            |                     |      | Göteborg Publik: 10 100 Domare: Anton Lindberg | Göteborg Publik: 10 100 Domare: Anton Lindberg |

| 21    | 5 juni 1925 | Gais                                                       | 3 – 4                     | IFK Göteborg                                               | Ullevi                                       |                                              |
| 19.15 | 19.15       | Bror Carlsson 1′ Gunnar Paulsson 12′ Thorsten Svensson 83′ | (2 – 3) SvFF DN SvD ifkdb | 4′, ?′ Ernst Östlund ?′ Filip Johansson 60′ Sven Johansson | Göteborg Publik: 8 768 Domare: Ernfrid Byman | Göteborg Publik: 8 768 Domare: Ernfrid Byman |
| 19.15 | 19.15       |                                                            |                           |                                                            | Göteborg Publik: 8 768 Domare: Ernfrid Byman | Göteborg Publik: 8 768 Domare: Ernfrid Byman |
| 19.15 | 19.15       |                                                            |                           |                                                            | Göteborg Publik: 8 768 Domare: Ernfrid Byman | Göteborg Publik: 8 768 Domare: Ernfrid Byman |

| 22        | 7 juni 1925 | Gais                                                                | 6 – 0               | IFK Malmö | Ullevi                                       |                                              |
| 18.00 sol | 18.00 sol   | Bror Carlsson ?′ Albert Olsson 18′, 31′, 37′, ?′ Gunnar Paulsson ?′ | (4 – 0) SvFF DN SvD |           | Göteborg Publik: 2 000 Domare: Ernfrid Byman | Göteborg Publik: 2 000 Domare: Ernfrid Byman |
| 18.00 sol | 18.00 sol   |                                                                     |                     |           | Göteborg Publik: 2 000 Domare: Ernfrid Byman | Göteborg Publik: 2 000 Domare: Ernfrid Byman |
| 18.00 sol | 18.00 sol   |                                                                     |                     |           | Göteborg Publik: 2 000 Domare: Ernfrid Byman | Göteborg Publik: 2 000 Domare: Ernfrid Byman |

### Spelarstatistik

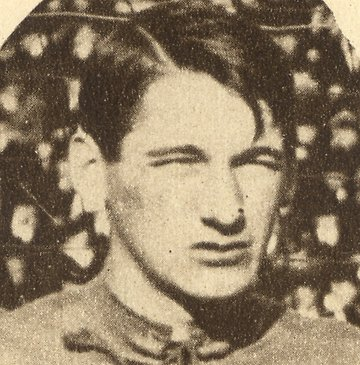
Albert "Abben" Olsson blev med sina 18 mål Gais främsta målskytt i Allsvenskan.

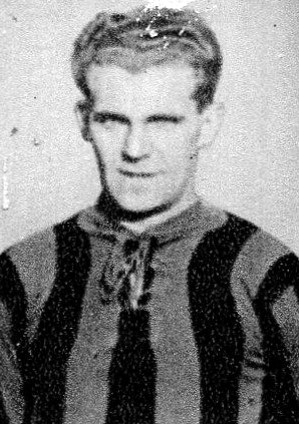
Högeryttern Rune Wenzel spelade samtliga Gais seriematcher och gjorde 5 mål.

| Namn              | Position      | Född (ålder)              | Matcher | Mål |
| ----------------- | ------------- | ------------------------- | ------- | --- |
| Rune Wenzel       | Högerytter    | 4 januari 1901 (24 år)    | 22      | 5   |
| Gunnar Holmberg   | Centerhalv    | 6 maj 1897 (28 år)        | 22      | 1   |
| Erik Johansson    | Vänsterhalv   | 10 mars 1900 (25 år)      | 22      | 0   |
| Albert Olsson     | Centerforward | 28 november 1896 (28 år)  | 20      | 18  |
| Bror Carlsson     | Vänsterinner  | 28 juni 1897 (27 år)      | 20      | 12  |
| Thorsten Svensson | Vänsterytter  | 8 oktober 1901 (23 år)    | 20      | 7   |
| Herbert Lundgren  | Högerback     | 20 mars 1902 (23 år)      | 20      | 0   |
| Gustaf Gustafsson | Högerhalv     | 6 november 1902 (22 år)   | 19      | 0   |
| Fritjof Hillén    | Vänsterback   | 19 maj 1893 (32 år)       | 16      | 1   |
| Sigurd Mattiasson | Målvakt       | 17 september 1904 (20 år) | 13      | 0   |
| Gunnar Paulsson   | Högerinner    | 23 januari 1901 (24 år)   | 12      | 9   |
| Albert Liljedahl  | Anfallare     | 3 december 1902 (22 år)   | 9       | 6   |
| Konrad Hirsch     | Vänsterback   | 19 maj 1900 (24 år)†      | 9       | 0   |
| Manfred Johnsson  | Målvakt       | 13 september 1903 (21 år) | 9       | 0   |
| Arvid Björk       | Anfallare     | 10 juli 1900 (24 år)      | 4       | 4   |
| Nils Andreasson   | Halvback      | 20 maj 1906 (19 år)       | 2       | 0   |
| Fridolf Jonsson   | Anfallare     | 21 januari 1890 (35 år)   | 1       | 0   |
| Nils Karlsson     | Halvback      | 10 april 1897 (28 år)     | 1       | 0   |
| Albert Lindgren   | Halvback      | ?                         | 1       | 0   |